# Рыков, Иван Гаврилович
Ива́н Гаври́лович Ры́ков (18 мая 1831, Скопин, Рязанская губерния — 21 августа 1897, Красноярск, Енисейская губерния) — банкир, предприниматель, мошенник.

## Биография
Иван Гаврилович Рыков родился 18 мая 1831 года в городе Скопин Рязанской губернии, в семье бедного мещанина. После смерти родителей, Ивана взял к себе на воспитание его дядя, купец Андрей Федорович Рыков. Когда Ивану исполнилось 15 лет, умер и дядя, который оставил ему в наследство 200 тысяч рублей, что по тем временам считалось огромным состоянием. Иван Гаврилович работал бургомистром; затем в 1863 году был назначен директором Скопинского банка. Несколько скопинских граждан протестовали против назначения Рыкова, но его поддержало начальство.

### Афера
История аферы началась в 1868 году, когда в банке обнаружился дефицит в пятьдесят четыре тысячи рублей. Не желая разглашать неприятный факт, Рыков вывел фальшивый баланс, настолько благоприятный, что банк привлёк вкладчиков со всех концов страны. Отныне дела Скопинского банка покатились под гору. Но чем отчаяннее становилось положение банка, тем более блестяще выглядел его баланс. Не совершая вообще никаких законных банковских операций, Рыков объявил о выдаче по вкладам семи с половиной процентов, в то время как другие банки платили три процента, и таким образом добывал огромные деньги. Чтобы объяснить происхождение крупных барышей, Рыков вносил в бухгалтерские книги различные хитроумные банковские операции. Тут были и фиктивный учёт векселей, фиктивные ссуды, фиктивные покупки процентных бумаг и фиктивные их продажи. Нанятый Рыковым старик, столь безграмотный, что еле мог подписать своё имя, каждый декабрь давал поручение банку на покупку акций, процентных бумаг и выигрышных билетов на несколько миллионов рублей; это была фиктивная сделка, и проистекающий отсюда фиктивный доход неизменно вписывался в ложный годовой отчет, представляемый министру и публикуемый в «Правительственном вестнике». Рыков не только выдавал вкладчикам высокий процент, он жертвовал большие суммы на благотворительные цели, оказывал денежную помощь школам, щедро одаривал церкви и этим снискал расположение духовенства и приобрёл высокую репутацию за свою набожность, добрые дела и благонамеренные взгляды. Деньги на все эти дары, как и на личные расходы директора, достигавшие фантастических цифр, брались из банковских сундуков и вносились в книги под видом выплаты сумм подставным клиентам. То, что оставалось и большая часть поступлений и вкладов просто похищались, либо шли в широкие директорские карманы, либо на уплату за молчание его сообщников.
Векселя выписывались на крупные суммы, даже без особых стараний замаскировать их. Арефьев, подставное лицо, выписывал вексель на Сафонова, тоже подставное лицо, на сумму в 50 или 100 тысяч рублей, учитывал вексель и получал деньги. Затем операция проводилась в обратном порядке, и Сафонов получал деньги. Учитывались и чисто фиктивные векселя с вымышленными именами, а банковские швейцары и артельщики фигурировали в книгах как дебиторы, задолжавшие банку десятки тысяч рублей, взятых Рыковым из кассы. «Всё делалось по-семейному», — сказал на суде один свидетель.
Но чтобы иметь возможность пользоваться всеми этими богатствами, надо принадлежать к жульнической клике, орудовавшей в банке: быть либо покровителем, родственником или соучастником. На стол Рыкову регулярно клались списки просителей (sic!), и он по настроению писал против каждой фамилии «дать» или «отказать».
Когда вексель подлежал оплате, векселедержателю вежливо предлагали принять к учёту другой вексель, включающий процентную ставку. Никто, разумеется, и не думал оплачивать вексель наличными. Но через некоторое время даже эти формальности были отброшены. Если кому-нибудь из банды хищников нужны были деньги, он просто просил выдать их из банка, а иногда брал без спроса. «Они брали деньги из кассы не считая», — сказал один свидетель. «Они приходили с носовым платком, заполняли его ассигнациями и уходили», — свидетельствовал другой.

### Крах аферы
Когда разразилась катастрофа, в самой Рязанской губернии оказалось всего девятнадцать обманутых вкладчиков, вверивших свои сбережения Рыкову. Ни один из шести тысяч вкладчиков не жил в Скопине. Разоблачить мошенничества Рыкова и компании и наказать преступников удалось только благодаря усилиям трех честных скопинских граждан — Леонова, Попова и Ряузова, а также мужеству одной-единственной газеты — «Русского курьера». Если бы Леонов и другие не были в прошлом гласными скопинской городской думы и при этом весьма состоятельными людьми, они на горьком опыте узнали бы, каково обвинять коммерции советника и кавалера многих орденов. После того как им не удалось произвести ни малейшего впечатления на губернскую администрацию или заставить себя выслушать в Петербурге, Леонов и его товарищи сделали то, что в России считается опасным, даже отчаянным шагом, — они обратились в печать. Но и здесь неукротимый директор становился им поперек дороги. Целых два года письма, направляемые в различные газеты, не доходили по адресу: они задерживались на скопинской почте. Как показывал на суде свидетель Симаков — и его показания не были опровергнуты, — почтмейстер Перов получал от Рыкова 50 рублей в месяц, за что обязан был перехватывать и передавать ему все письма, адресованные в редакции газет, а также и другие письма по желанию директора. Подобные же услуги на аналогичных условиях оказывал Рыкову телеграфист Атласов. Только в 1882 году Леонову и другим удалось напечатать в «Русском курьере» несколько писем о злоупотреблениях в Скопинском банке.
Письма, напечатанные в «Русском курьере», были смертным приговором Скопинскому банку. Кредиторы бросились со всех концов страны изымать свои вклады. Но осада банка окончилась так же быстро, как началась: касса была пуста. В ней не только не нашли 13 миллионов рублей, значившихся в балансе, но в шкафу лежали одни только кипы опротестованных векселей, стоимость которых равнялась нулю. Банк был объявлен несостоятельным к платежу кредитным учреждением. Разразился страшный скандал, и паника охватила вкладчиков по всей империи. Они осаждали все общественные банки, требуя возвращения вкладов. Некоторые банки выдержали натиск и устояли, но более десятка потерпели крах, и когда их дела всплыли на поверхность, то обнаружилась почти такая же картина, как в Скопинском банке.
Среди других пришлось закрыть свои двери Камышинскому банку в Саратовской губернии, и ревизия раскрыла крупные злоупотребления. Городской голова и несколько богатых купцов города были арестованы и преданы суду. Они очистили банк, вынув из него всю оплаченную часть акционерного капитала, как и весь резервный фонд, остались одни лишь ничего не стоящие векселя. Это была та же скопинская история, только в меньших размерах. На процессе Рыков горячо протестовал против того, что он называл несправедливостью публики и прессы. «Мне говорят, что я чудовище, что я украл шесть миллионов. Но это грубая клевета. Клянусь вам, господа присяжные, я украл всего только один миллион, только один миллион!» — говорил он с негодующим жестом и невольным юмором. И это было совершенно верно, как торжествующе доказал его молодой адвокат. Для своих личных надобностей Рыков действительно взял только миллион, — но этот миллион он смог взять, лишь потратив ещё пять миллионов на взятки за молчание.

### Финал
В 1884 году Иван Гаврилович Рыков был осуждён за хищения и сослан на поселение в Восточную Сибирь. В большом селе, куда он прибыл, оказалось множество бывших вкладчиков Скопинского банка, и Рыкову был объявлен бойкот: не сдавали удобного помещения, на улицах свистели и улюлюкали. Многочисленные прошения о переводе в другое место оставались без внимания.
Скончался он 21 августа 1897 года в переселенческом отделении красноярской городской лечебницы от апоплексического удара.